# Progress in Aerospace Sciences
Progress in Aerospace Sciences est une revue scientifique mensuelle internationale à comité de lecture publiée par Elsevier. Elle couvre les domaines de l'ingénierie spatiale et aérospatiale. Publiée en anglais, français et allemand à sa création en 1961 elle est rédigée en anglais depuis 1972. Elle publie également périodiquement des numéros consacrés à un sujet particulier.

## Indexation
- CSA databases (en)
- Current Contents/Engineering, Computing & Technology[1]
- EI/Compendex[2]
- EBSCO databases
- Inspec[3]
- Science Citation Index[1]
- Scopus[4]